# Psilopterna eukratida
Psilopterna eukratida är en nattsländeart som beskrevs av Schmid 1961. Psilopterna eukratida ingår i släktet Psilopterna och familjen husmasknattsländor. Inga underarter finns listade i Catalogue of Life.